# Alejandra Fosalba
Alejandra Ángela Fosalba Henry (Concepción, Biobío, 4 de julio de 1969) es una actriz chilena, de consolidada trayectoria en telenovelas.

## Biografía
Fosalba nació el 4 de julio de 1969 y creció en la ciudad de Concepción. Con tan sólo 18 años, se mudó a Santiago para estudiar teatro en la Escuela Teatro Imagen de Gustavo Meza.
A los 21 años obtuvo sus primeros papeles en televisión con breves participaciones en telenovelas de Canal 13, hasta que en 1990, el director Óscar Rodríguez la elige para un rol de reparto en ¿Te conté?, al lado de figuras como Gloria Münchmeyer, Claudia Di Girolamo y Carolina Arregui.
Hizo su debut cinematográfico en El país de octubre y Caluga o menta en 1990.
A lo largo de la década de 1990, su reputación como actriz de televisión, comenzó a destacar y directores como Vicente Sabatini y María Eugenia Rencoret comenzaron a convocarla en telenovelas de Televisión Nacional de Chile. La actriz aumentó notablemente su popularidad gracias al papel de la sexy campesina Teresita en Rojo y miel de 1994, al lado de Bastián Bodenhöfer. Por su buena recepción junto a Bodenhöfer, al año siguiente  protagonizaron juntos la teleserie Juegos de fuego (1995).
A lo largo de su extensa carrera. Alejandra ha participado en exitosas telenovelas de TVN, entre ellas; Estúpido cupido (1995), Tic tac (1997), Aquelarre (1999), entre otras. En la cadena estatal consolidó su carrera como actriz de televisión, protagonizando telenovelas como Juegos de fuego (1995), Iorana (1998), Amores de mercado (2001), Los treinta (2005), Disparejas (2006) y El regreso (2013).

## Vida personal
Durante su adolescencia fue pareja del músico y compositor Álvaro Henríquez. Fosalba conoció al arquitecto Lars Jaederlund Luttecke en 1997. La pareja contrajo matrimonio en 2004. Ambos son padres de Fiona Jaederlund, nacida el 18 de agosto de 2002, y de Anya Jaederlund, nacida el 3 de noviembre de 2004. La familia Jaederlund Fosalba tiene residencia en Lo Barnechea.

## Filmografía
| Año  | Título                   | Papel              | Director           |
| ---- | ------------------------ | ------------------ | ------------------ |
| 1990 | El país de octubre       | Isabel             | Felipe Vilches     |
| 1990 | Caluga o menta           | Joven de la fiesta | Gonzalo Justiniano |
| 1997 | Takilleitor              | Chabela            | Daniel de la Vega  |
| 1998 | Gringuito                | Carmencha          | Sergio M. Castilla |
| 2011 | El limpiapiscinas        | Sofía Castro       | José Luis Guridi   |
| 2013 | El babysitter            | Bernarda           | Sebastián Badilla  |
| 2018 | No quiero ser tu hermano |                    | Sebastián Badilla  |

## Televisión
| Año       | Título                   | Papel             | Notas           |
| --------- | ------------------------ | ----------------- | --------------- |
| 1990      | ¿Te conté?               | Mariel            |                 |
| 1991      | Villa Nápoli             | Ismenia           |                 |
| 1992      | Fácil de amar            | Lidia             |                 |
| 1993      | Doble juego              | Susana            |                 |
| 1994      | Champaña                 | María McMillan    |                 |
| 1994      | Rojo y miel              | Teresita Ovalle   | Antagonista     |
| 1995      | Estúpido cupido          | Gabriela Buzeta   |                 |
| 1995      | Juegos de fuego          | Camila Casiraghi  | Papel principal |
| 1996      | Loca piel                | Manuela Phillips  | Antagonista     |
| 1997      | Tic Tac                  | Samantha Rouge    |                 |
| 1998      | Iorana                   | Vaitea Ahoa       | Papel principal |
| 1999      | Aquelarre                | Tina Torres       |                 |
| 2001      | Amores de mercado        | Betsabé Galdames  | Papel principal |
| 2003      | 16                       | Bárbara Torrent   | Antagonista     |
| 2003      | Pecadores                | Filomena Páez     |                 |
| 2005      | Los treinta              | Diana Ramis       | Papel principal |
| 2006      | Amor en tiempo récord    | Julieta Neumann   |                 |
| 2006      | Disparejas               | Marcia Recart     | Papel principal |
| 2007      | Alguien te mira          | Matilde Larraín   | Coprincipal     |
| 2008      | El señor de La Querencia | Mercedes Amenábar | Coprincipal     |
| 2009      | ¿Dónde está Elisa?       | Pamela Portugal   |                 |
| 2010      | Conde Vrolok             | Beatriz Buzeta    | Antagonista     |
| 2011      | Témpano                  | Susana Norambuena | Antagonista     |
| 2011      | Su nombre es Joaquín     | Julia Ossa        | Antagonista     |
| 2012      | Separados                | Macarena Damilano | Coprincipal     |
| 2013      | El regreso               | Fátima Massar     | Papel principal |
| 2014      | No abras la puerta       | Carla Marambio    |                 |
| 2018      | El Camionero             | Claudia Ortúzar   |                 |
| 2017      | La Colombiana            | Nina Gazmuri      |                 |
| 2018      | Wena profe               | Rosa Sanhueza     |                 |
| 2019      | Río Oscuro               | Angélica López    | Antagonista     |
| 2021      | Verdades ocultas         | Samantha Müller   | Coprincipal     |
| 2023-2025 | Juego de ilusiones       | Victoria Morán    | Antagonista     |

## Teatro
- 2000: Miss patria
- 2007: Palabras encadenadas
- 2022: Perfectos desconocidos

## Premios y nominaciones
| Año  | Premio                | Categoría                           | Trabajo    | Resultado |
| ---- | --------------------- | ----------------------------------- | ---------- | --------- |
| 2013 | Premio Fotech - Terra | Mejor actriz principal - Teleseries | El regreso | Ganadora  |

#### Programas
- 1996: Video de Los Pericos: Caliente - Protagonista
- 1998: Pase lo que pase - Invitada
- 2008: Estelar Estrellas en el Hielo - Participante
- 2010: Estelar Circo de Estrellas - Participante
- 2011: Sin maquillaje - Invitada Especial
- 2016-2017: Teletón - Telefonista
- 2015: Lip Sync Chile - Participante
- 2018: Panelista Matinal Muy buenos días Tvn
- 2023: Web Serie: Malena y sofía - Protagonista junto a Eugenia Lemos
- 2023: Muy buenas noches - Invitada
- 2024: Protagonista de video Qué sigue después de Zúmbale Primo y Santaferia